# Bürs
Bürs est une commune autrichienne du district de Bludenz dans le Vorarlberg.